# 碧さやか
碧 さやか（あおい さやか、1993年9月24日 - ）は、日本の女優、モデルであり、インスタレーションユニット「トゥオネラの花嫁」主宰（長岡ありさとの共同）。東京都出身。桐朋学園芸術短期大学卒業。

## 出演

### 舞台・インスタレーション
2014年
- 桐朋学園芸術短期大学卒業公演『ヴェローナ物語』（俳優座劇場、演出：宮崎真子） - グレゴリー 役
- 劇団空感エンジンプロデュース公演『東京ZOOM』 - メロン 役
- KizuNa+α『Human〜立ち止まる前にあの曲がり角まで行こう〜』
- 劇団空感エンジンプロデュース公演
  - 『解体OK』 - 斉藤まちこ 役
  - 『オサエロ』 - 沢口夏子 役
- 劇団あぁルナティックシアター
  - 『地獄の楽園』 - 薫 役
  - 『ヴォードヴィル』 - リリアン 役
  - 『さよなら相鉄本多劇場』

2015年
- 劇団空感エンジンプロデュース公演『12人の行かれる人々』 - 4号 役
- 日本舞踊 坂東流『三奈鶴会』
- エアースタジオプレゼンツ『Kiss me you〜がんばったシンプー達へ〜』（全労済ホール／スペース・ゼロ、演出：藤森一朗） - 浅井麻紀子 役
- KizuNa+α『Desired Light〜希望の光〜』 - パルコ 役
- アフリカ座『げき☆えん2』

2016年
- 劇団天然ポリエステル『大人』 - ヒロイン：あかり 役
- 『希望の色』（日経ホール、演出：高梨由） - 智美 役
- 『Ctrl+z ダイアリー』 - ヒロイン：御園葉子 役

2017年
- 椿組『ドドンコ、ドドンコ、鬼が来た！』（花園神社、演出：松本祐子） - 八手 役

2018年
- 傘碧舎 旗揚げ公演『Recall』（1月11日 - 14日、「劇」小劇場、演出：碧さやか） - 主催公演[3]
- 日本舞踊 坂東流『三奈鶴会』
- 椿組『「天守物語」-夜叉ヶ池編-』（花園神社、演出：加納幸和） - 撫子 役
- ドイツマインフェスティバル
- Dr.MaDBOY『月極セイラゴールデン★ベスト』（10月3日 - 8日、スタジオ空洞）

2019年
- CHAiroiPLIN 踊るシェイクスピアII『TIC-TAC〜ハムレット〜』（1月25日 - 26日、東京グローブ座）
- 椿組『碧き海、風のように』（2月27日 - 3月10日、ザ・スズナリ）
- 5丁目のねこ『しらのさん〜シラノ・ド・ベルジュラックより』（4月5日 - 7日、ステージカフェ 下北沢亭）
- 『舞台「文豪ストレイドッグス 三者鼎立」』（6月8日 - 9日、北上市文化交流センター さくらホール / 6月14日 - 16日、久留米シティプラザ ザ・グランドホール / 6月21日 - 22日、名古屋市公会堂 大ホール / 6月27日 - 30日、森ノ宮ピロティホール / 7月3日 - 10日、日本青年館ホール）
- コントユニットTOO 第8回公演 『Sunshine seeker』（8月15日 - 18日、シアターシャイン）
- トゥオネラの花嫁『ゆるし』（9月20日 - 22日、フェニックスラウンジ） - 主催公演

2020年
- 『食卓の愛』（1月16日 - 19日、「劇」小劇場）
- 萬腹企画 10杯目『BUGBUG西遊記』（2月26日 - 3月1日、ポケットスクエア ザ・ポケット、演出：平康臣） - 狼猫 役[4]
- 『天満月の猫』（4月30日 - 5月11日、シアター風姿花伝[注釈 1]） - ティファニー 役[5]
- 萬腹企画 11杯目『怨霊撲滅屋GRUDGE・BREAKERs』（8月19日 - 23日、シアターKASSAI、演出：平康臣） - 南雲シズカ 役[6]
- 咲匂-SAKO-企画公演『はら、はらり 物語へのいざない〜逢瀬の巻』（9月20日、東京おかっぱちゃんハウス） - 吉乃 役[7]
- 萬腹企画 特別公演 Vol.壱『Eバリアーズ』（10月21日 - 25日、アトリエファンファーレ東新宿、演出：平康臣） - ナンバーエイト 役[8]
- 咲匂-SAKO-企画公演『はら、はらり』（12月18日 - 23日、ラゾーナ川崎プラザソル） - 牡丹チーム 吉乃 役[9]

2021年
- トゥオネラの花嫁『真ん中』（2月12日 - 14日、ギャラリー・マルヒ[注釈 1]） - 主催公演
- 萬腹企画 12杯目『みく×ぶれ 〜Mixed×Blessing〜』（3月31日 - 4月4日、d-倉庫、演出：平康臣） - クオ 役[10]
- 椿組『貫く閃光、彼方へ』（7月7日 - 20日、花園神社）
- 『Miss Inside 〜シークレットコンテストへようこそ〜』（9月24日 - 26日、ホテル ニューショーヘイ） - 伊久美ちさと 役
- 萬腹企画 13杯目『音霊戦隊ディスクレンジャー2021』（10月27日 - 31日、d-倉庫、演出：平康臣） - ファンタジー・モーニング 役[11]

2022年
- 萬腹企画 14杯目『ハガネノコドウ A-E』（5月19日 - 22日、あうるすぽっと） - エフィ 役[12][13]
- 伊集院櫻子プロデュース公演『女帝』（7月24日 - 25日、イケブクロ エンタメ横丁[注釈 2]）
- 伊集院櫻子プロデュース公演『女帝』（10月28日 - 29日、イケブクロ エンタメ横丁）
- 伊集院櫻子プロデュース公演『女帝vs皇帝』（12月16日 - 17日、イケブクロ エンタメ横丁）
- Project Amythos 旗揚げ公演『空の匣庭』（12月24日 - 27日、六行会ホール[注釈 3]） - ミカエル 役[14]

2023年
- SHEROES 旗揚げ公演『ゾンビないと』（5月14日、アトリエ第Q藝術） - 日替わりゲスト[15]
- トゥオネラの花嫁『ゆっくりしていきんさい』（9月15日 - 17日、旧平櫛田中邸アトリエ） - 主催公演[16]
- SHEROES Vol.2『その吸血鬼は死を願うあるいは幸せを』（11月30日・12月1日・3日、アトリエ第Q藝術） - イザナ 役[17]
- 日本舞踊 坂東流『第59回 坂東流たすけあいチャリティー舞踊会』「申酉」（12月5日、浅草公会堂）[18]
- 萬腹企画 冬の特別公演『NIKORA-ニコラ-』（12月20日 - 24日、ポケットスクエア テアトルBONBON） - リアン 役[19]

2024年
- SHEROES Vol.3『結婚してもしなくても幸せに生きられるこの時代でサバイバルで人生を切り拓け！ 山あり谷あり雨あられ 迷わず行けよ行けばわかるさ これがあなたの生きるミチ』（10月27日、アトリエ第Q藝術） - 日替わりゲスト：金持豊 役[20]
- 日本舞踊 坂東流『第60回 坂東流チャリティー舞踊会 〜坂東会創立105周年記念〜』「松の三番叟」（11月29日、浅草公会堂）

2025年
- 萬腹企画 春の特別公演『ライジング・ラブ』（3月12日 - 16日、小劇場 楽園） - TINA-900ZX 役[21]

### ショー
- 女帝（2024年3月 - 、THE27CLUB） - 不定期出演

### テレビドラマ
- 『ラブソング』（2016年、フジテレビ）

### 映像作品
- 『THE REFLECTION』『蚊娘 Mosquito Girl』（2022年） - 上映会イベントで公開。

### ボイスドラマ
- 『海の涙』
  - Episode5「聲」（2021年9月27日） - ローラ / ローレライ 役
  - Episode6「愚者」（2022年4月17日） - ダリア 役

### モデル
- 防衛省 即応予備自衛官・予備自衛官募集ポスター（2016年度）
- 各種撮影会（主催含む）

### MC
- 東京ゲームショウ2016 カプコン『モンスターハンター ストーリーズ』

### イベント
- 萬腹企画の個展#1 - #8・番外編（ギャラリーがらん西荻 ほか）

- 2021年8月14日 - 15日
- 12月10日 - 12日
- 2022年8月20日
- 2023年1月29日
- 9月30日
- 2024年1月27日
- 5月12日
- 7月27日
- 2025年2月9日

- 萬腹企画14杯目『ハガネノコドウ A-E』 公演振り返り㊙️トーク&チェキ撮影会（2022年7月2日、バルスタジオ）
- 映画ごっこ倶楽部 冬の上映会「怪奇と幻想」（2022年12月18日、香音里）
- 萬腹企画大新年会（2023年2月4日、バルスタジオ）
- 初めてのガンプラ出張版（2025年2月5日、アジギャラリー）
- 萬腹企画 サウンドドラマ公開収録イベント「メイキング・ボイシーズ」（2025年2月7日、アジギャラリー）
- ライジング・ラブ クライマックス目前イベント！（2025年3月15日、小劇場 楽園）